# Kpanroun
Kpanroun est un arrondissement de la commune d'Abomey-Calavi, situé dans le département de l'Atlantique.

## Histoire et Toponymie

### Histoire
Kpanroun devient officiellement un arrondissement de la commune d'Abomey-calavi, le 27 mai 2013 après la délibération et adoption par l'Assemblée nationale du Bénin en sa séance du 15 février 2013 de la loi n° 2013-O5 du 15/02/2013 portant création, organisation, attributions et fonctionnement des unités administratives locales en République du Bénin.

## Géographie
L'arrondissement de Kpanroun est subdivisé en 8 villages : Anagbo, Avagbé, Wagnizoun, Djigbo, Avogniko, Kpanrou centre, kpaviédja, Zoungbo. 

## Population
Kpanrou compte 2105 ménages pour 9679 habitants.
| Indicateur           | 2013 |
| -------------------- | ---- |
| Nombre de ménages    | 2105 |
| Population féminine  | 4954 |
| Population masculine | 4725 |
| Total population     | 9679 |

### Galeries de photos

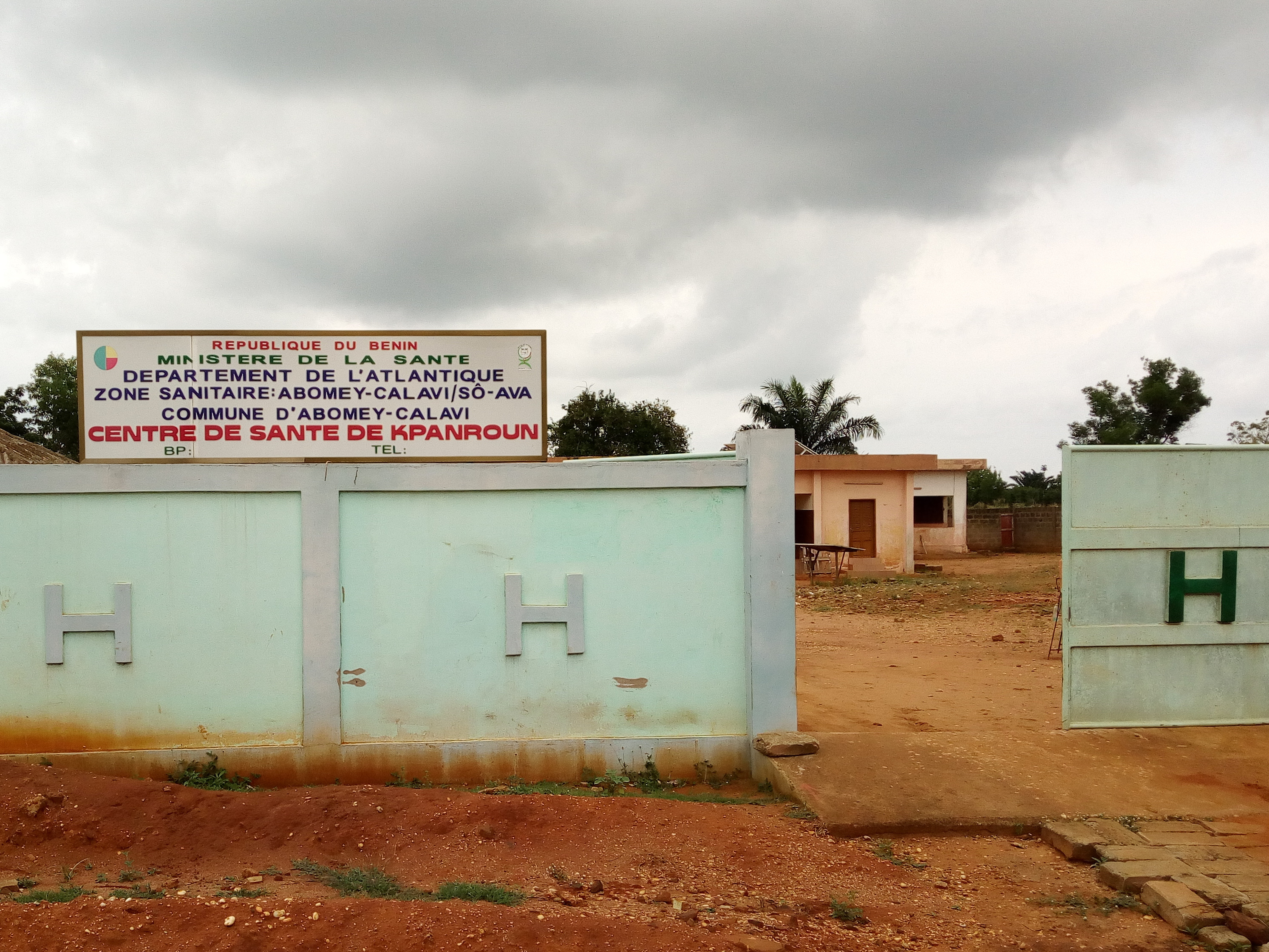
Centre de santé de l'arrondissement de Kpanroun